# Darsheel Safary
Darsheel Safary (nacido el 9 de marzo de 1997) es un actor indio que aparece en películas y programas de televisión de Bollywood. Safary hizo su debut cinematográfico con el papel protagónico de un estudiante con dificultades de aprendizaje en el debut como director de Aamir Khan, el drama aclamado por la crítica Taare Zameen Par (2007), por el cual ganó el Premio de la crítica Filmfare al mejor actor.

## Carrera
En 2007, Safary hizo su debut como actor en Taare Zameen Par, interpretando al protagonista de la película, Ishaan Nandkishore Awasthi. Safary fue descubierto por el guionista y director creativo Amole Gupte a finales de 2006 cuando buscaba un protagonista masculino para Taare Zameen Par. Después de pasar por cientos de audiciones, Gupte encontró a Safary en la escuela de baile de Shiamak Davar, «Summer Funk». Al elegir a Safary, Gupte hizo que varios niños audicionaran para una escena en la que describieran informalmente cómo se «ausentarían» en la escuela después de que se les presentaran algunos escenarios. Él recuerda: «Fue una decisión difícil. Pero Darsheel tiene la picardía en sus ojos para ser Ishaan. Todos, naturalmente, gravitaron hacia él».
La actuación de Safary como un niño disléxico en apuros fue elogiada por los críticos de cine. Ganó varios premios por su actuación. Taran Adarsh de indiaFM escribió: «Taare Zameen Par pertenece al maestro Darsheel Safary. Una actuación que hace palidecer a la mejor de las actuaciones en comparación. Una actuación que merece puntos de brownie. Una actuación que siempre será lo primero en tu mente en el momento en que alguien mencione a Taare Zameen Par. Una actuación que es impecable, perfecta y asombrosa. Una actuación que te conmueve y te hace reflexionar sobre tus años de crecimiento. ¡Una actuación que merece un premio especial!» Rajeev Masand de CNN-IBN escribió: «Darsheel Safary te roba el corazón como Ishaan Awasthi. Darsheel es una revelación como actor, es espontáneo y adorable y lleva esta película completamente sobre sus hombros». Otros críticos llamaron a Safary la «verdadera estrella de la película» y su actuación como «brillante». En una entrevista de 2007, Safary declaró que sus planes de carrera pueden incluir cantar, bailar, convertirse en empresario o diseñador de joyas.
Su segunda película, Bumm Bumm Bole, se produjo en 2010 y, según algunas fuentes, le pagaron ₹ 3 lakh, la cantidad más alta pagada a cualquier actor infantil. Después de eso, hizo dos películas más, la película de superhéroes Zokkomon (2011) de Disney India y Midnight's Children (2012) de Deepa Mehta.
En 2012, participó en el programa de telerrealidad de baile Jhalak Dikhhla Jaa con Avneet Kaur como su pareja de baile, pero fue eliminado y quedó en séptima posición. En 2016, interpretó el papel de Abhay en la serie de antología Yeh Hai Aashiqui.

## Filmografía

### Películas
| Año  | Título              | Rol                        | Notas                                                                            | Ref.   |
| ---- | ------------------- | -------------------------- | -------------------------------------------------------------------------------- | ------ |
| 2007 | Taare Zameen Par    | Ishaan Nandkishore Awasthi | Premio Filmfare al Mejor Actor (Crítica) Nominado-Premio Filmfare al mejor actor | [ 3 ]  |
| 2010 | Bumm Bumm Bole      | Pinu (Pinakin)             |                                                                                  | [ 10 ] |
| 2011 | Zokkomon            | Kunal/Zokkomon             |                                                                                  | [ 11 ] |
| 2012 | Midnight's Children | Saleem Sinai               |                                                                                  | [ 12 ] |
| 2022 | Capital A Small A   | Aadi                       | Cortometraje                                                                     |        |

### Televisión
| Año  | Título                               | Rol         |
| ---- | ------------------------------------ | ----------- |
| 2011 | Taarak Mehta Ka Ooltah Chashmah      | Él mismo    |
| 2012 | Jhalak Dikhhla Jaa 5                 | Concursante |
| 2015 | Lage Raho Chachu                     | Él mismo    |
| 2016 | Yeh Hai Aashiqui – Sun Yaar Try Maar | Abhay       |
| 2021 | Butterflies                          | Sharan      |

### Videos musicales
| Año  | Título     | Cantante       | Discográfica       | Notas  |
| ---- | ---------- | -------------- | ------------------ | ------ |
| 2020 | Pyaar Naal | Vibhor Prashar | Desi Music Factory | [ 16 ] |

## Premios y nominaciones
| Año  | Premios             | Categoría                                     | Película         | Resultado | Ref.   |
| ---- | ------------------- | --------------------------------------------- | ---------------- | --------- | ------ |
| 2008 | Premios Filmfare    | Mejor actor                                   | Taare Zameen Par | Nominado  | [ 17 ] |
| 2008 | Premios Filmfare    | Mejor actor (críticos)                        | Taare Zameen Par | Ganador   | [ 18 ] |
| 2008 | Zee Cine Awards     | Mejor actor (críticos)                        | Taare Zameen Par | Ganador   | [ 19 ] |
| 2008 | Zee Cine Awards     | Debut más prometedor (Mejor artista infantil) | Taare Zameen Par | Ganador   |        |
| 2008 | Star Screen Awards  | Premio especial del jurado                    | Taare Zameen Par | Ganador   | [ 20 ] |
| 2008 | V. Shantaram Awards | Mejor actor en un papel principal             | Taare Zameen Par | Ganador   | [ 19 ] |